# محمد شرف (ممثل)
محمد شرف (19 فبراير 1963 - 27 يوليو 2018)، ممثل مصري كوميدي. تخرج من المعهد الفني التجاري في عام 1984، ثم انتقل إلى القاهرة من أجل العمل في المجال الفني، حيث شارك في عشرات الأدوار المساعدة في السينما والتلفزيون والمسرح.

## وفاته
توفي داخل أحد مستشفيات الإسكندرية في يوم الجمعة الموافق 27 يوليو 2018 إثر نوبة قلبية، بعد صراع طويل مع المرض عن عمر ناهز 55 عاما.

## أعماله

### أفلام
| - أخلاق العبيد:2017 - بتوقيت القاهرة:2015 - حارة مزنوقة:2015-سماجة - سعيد كلاكيت:2014-سامح إنتاج - حصلنا الرعب:2014 - وش سجون:2014-دوامة - مستر أند مسز عويس:2012-مأذون الجبل - متعب وشادية:2012 - إكس لارج:2011-صبري - تك تك بوم:2011 - المسافر:2010-ضيف شرف - آسف على الإزعاج:2008-الرجل الأعمى نسيم - حسن ومرقص:2008-بدوي - ماشيين بالعكس:2008-سُلطان | - رمضان مبروك أبو العلمين حمودة:2008 - الدادة دودي:2008-مجدي الحرامي - شبه منحرف:2008 - مجانين نص كوم:2008 - كباريه:2008-صابر - عصابة الدكتور عمر:2007-عنكب - خليك في حالك:2007-عجل - قصة الحي الشعبي:2006-بكتيريا - جعلتني مجرما:2006-المعلم مشمش - عبده مواسم:2006 - ظرف طارق:2006-بسيوني مراد الحيوان - صباحو كدب:2006-شفيق - ظاظا:2006-سليمان أخو سعيد - الرهينة:2006-عماد لبيب | - عليا الطرب بالتلاتة:2006 - واحد كابوتشينو:2005 - زكي شان:2005-بيومي الحرامي - دم الغزال:2005-سعيد سوبر - حفار البحر:2003 - حرامية في تايلاند:2003-سارق اللوحة - عسكر في المعسكر:2003-البرنس - كرسي في الكلوب:2001 - إحنا أصحاب المطار:2001 - زنقة ستات:2000 - فيلم ثقافي:2000-حمادة العرّه - بليه ودماغه العالية:2000-عطوه - لامؤاخذة يا دعبس:2000-سيد الممرض - الواد محروس بتاع الوزير:1999 | - ولا في النية أبقى:1999-شويش - مجرم مع مرتبة الشرف:1998-شاكر من الاخوان - أبو خطوة:1998 - حلق حوش:1997-صاحب الشقه - اللومنجي:1996 - عفاريت الأسفلت:1996-شعبان - ضربة جزاء:1995-زينهم - البحر بيضحك ليه:1995 - سارق الفرح:1995-شطه - تار بايت:1995-الجن - صمت الخرفان:1995-الحرامي - ليلة ساخنة:1995-لمعي - أبو زيد زمانه:1995 - اللص المحترم-أدهم |

### مسلسلات
| - صفين لولي:2017 - أستاذ ورئيس قسم:2015 - خف علينا:2014 - حواكة بوت:2009 - كلمة حق:2008 - راسين في الحلال:2008 - العيادة (ج1):2008-بكر - قيود من نار:2007-براشوت - راجل وست ستات:2007، 2015-هجرة - مطعم تشي توتو:2006 | - مبروك جالك قلق:2005 - ريا وسكينة:2005-أبو العلا - عبدالحميد أكاديمي:2005 - تعالى نحلم ببكره:2003 - يحيا العدل:2002 - بلد المحبوب:2002 - للعدالة وجوه كثيرة:2001-نون - الصورة:2000 - ميراث الريح:1999 - أسعد زوج في العالم:1999-شرف | - القرموطي في مهمة سرية:1998 - دهب قشرة:1998 - المجهول:1998 - أوراق من المجهول:1998 - الحصيدة:1997 - الماضي يعود الآن:1997 - السيرة الهلالية (ج1):1997 - القنفد:1997 - أبناء دهشان:1997 - حارة المحروسة:1997 | - حواء والتفاحة:1996 - أبو العلا 90: 1996 - لن أمشي طريق الأمس:1995 - الوهم و السلاح:1995 - حكايات مجنونة:1995 - أرابيسك:1994-سامبو - سر الأرض:1994 - أما بعد - زهور تتفتح - أحلام العصافير-صقر |

### مسرحيات
| - يمامة بيضا:2007 - طرائيعو:2002 - حودة كرامة:2000 - فيما يبدو سرقوا عبدو:1995 | - عيال تجنن:1994 - القشاش:1985 - غيط العنب 1882: 1983 |

### أخرى
| - مسلسل إذاعي: زكي لاكي: 2014-النص - رسوم متحركة: مغامرات لومة والمعلم سلومة: 2012-لومة - سهرة تليفزيونية: شق الثعبان: 2002 | - فيلم قصير : أسانسير خمس نجوم: 1999 - سهرة تليفزيونية: حالة قتل - سهرة تليفزيونية: نقطة مراقبة | - سهرة تليفزيونية: اعقل يا عمدة - سهرة تليفزيونية: ألوان من الحب - سهرة تليفزيونية: دليل اثبات |